# Certonotus sisyphus
Certonotus sisyphus är en stekelart som beskrevs av Ian D. Gauld och Holloway 1986. Certonotus sisyphus ingår i släktet Certonotus och familjen brokparasitsteklar. Inga underarter finns listade i Catalogue of Life.